# Subdray
Subdray é uma comuna francesa na região administrativa do Centro, no departamento Cher. Estende-se por uma área de 19,92 km². Em 2010 a comuna tinha 1 228 habitantes (densidade: 61,6 hab./km²).